# بیمارستان کودکان بوستون
بیمارستان کودکان بوستون (انگلیسی: Boston Children's Hospital) یک بیمارستان کودکان ۳۹۵ تختوابی در ناحیه پزشکی و دانشگاهی لانگوود بوستون، ماساچوست است.
این بیمارستان در جوار مدرسه پزشکی هاروارد که به آن وابسته است، و مؤسسه سرطان دینا فاربر قرار دارد. این مؤسسه و بیمارستان کودکان مشترکاً از مراقبت سرطان دینا فاربر/بیمارستان کودکان که شراکتی ۶۰ ساله برای ارائه مراقبت جامع به بیماران و بازماندگان هم انواع سرطان‌های کودکی است، بهره‌برداری می‌کنند. این بیمارستان در ده تا از تخصص‌های کلینیکی از سوی یواس نیوز اند ورلد ریپورت در سال ۲۰۱۴–۱۵ در هشت تا در رتبه اول قرار دارد، و بیمارستان شماره یک کشور در زمینه اطفال است.